# Clontarf (Irlandia)
Clontarf (irl. Cluain Tarbh) – dzielnica Dublina w Irlandii (kod pocztowy Dublin 3). Liczba mieszkańców dzielnicy w 2006 roku wynosiła 31 063 osób. 
23 kwietnia 1014 roku odbyła się tu bitwa, podczas której irlandzki król Brian Śmiały odparł inwazję wikingów, w której jednak poległ. Bitwa ta położyła kres wojnie pomiędzy Irlandczykami i wikingami. 
Przez Clontarf przejeżdżają autobusy nr 130 lub 29A, 31 i 32 oraz kolej DART.